# Mikuláš z Rakovníka
Mikuláš z Rakovníka († počátek května 1390 Řím) byl český teolog a kazatel. Jan Hus ho nazval „básníkem výborným“.
V roce 1370 vystudoval titul bakaláře na pražské univerzitě, roku 1375 získal hodnost mistra svobodných umění. V letech 1379–1380 působil jako rektor Karlovy univerzity. V roce 1384 se stal bakalářem teologie. Pohyboval se v okruhu přátel pražského arcibiskupa Jana z Jenštejna, jemuž také napomohl prosadit svátek Navštívení Panny Marie. Rovněž kázal u sv. Víta na Pražském hradě. Společně s Mikulášem z Litomyšle a Štěpánem z Kolína se stavěl proti tomu, aby byla uprázdněná místa na univerzitních kolejích obsazována cizinci. Zřejmě z iniciativy Mikuláše z Rakovníka se proto arcibiskup Jan z Jenštejna rozhodl, že budou kolejní místa i tak obsazována Čechy. Když Mikuláš doprovázel arcibiskupa Jana z Jenštejna k příležitosti milostivého léta do Říma, byl zde zastižen nemocí a začátkem května roku 1390 v Římě zemřel.

## Dílo
- Historia de institucione festi Visitationis beatae Mariae Virginis
- Tractatus (Modus, Historia) de institutione festi Visit. b. M. Virg.
- Lectura super psalmos